# نظرية كولكابا للراحة
نظرية كولكابا للراحة تفسر مفهوم الراحة باعتبارها احتياج أساسي لجميع البشر من أجل الإحساس بالارتياح أو الاطمئنان أو التجاوز الناتج عن حالات الرعاية الصحية المرهقة؛ حيث تُمكن الراحة من تعزيز سلوكيات البحث عن الصحة للمرضى وأفراد اللأسرة والممرضات. إن المفهوم الأساسي لنظرية كاثرين كولكابا هو الراحة، مع تضمنها مفاهيم أخرى كالرعاية وإجراءات الراحة والرعاية الشاملة وسلوكيات البحث عن الصحة والسلامة المؤسسية والمتغيرات المتداخلة.
تعالج نظرية كولكابا بنجاح العناصر الأربعة للنموذج التعريفي للتمريض؛ فتوفير الراحة في الجوانب الجسدية والنفسية والاجتماعية والبيئية من أجل الحد من التوتر الضار هو تأكيد مفاهيمي لهذه النظرية. وعندما تكون الجهود التمريضية فعالة، يتم تحقيق نتائج الراحة المطلوبة.